# Jostenband
Das Jostenband ist ein gewebtes, reich gemustertes, buntes Band, dass im nördlichen Ostpreußen zu Trachten als Gürtel und als Schmuckband getragen wurde. Vor dem Aufkommen der mechanischen Weberei fanden die kunstvoll mithilfe eines Webkamms und meist 9 Musterfäden gewebten Bänder aber auch in vielen anderen Bereichen Verwendung.
Josta ist die Bezeichnung für Gürtel in der prußischen, nehrungskurischen, lettischen und litauischen Sprache. Der Begriff wird wohl aus dem Russischen kommen und ist die Bezeichnung für Juchtenleder. 